# IC 2745
IC 2745 ist eine Balken-Spiralgalaxie vom Hubble-Typ SABb im Sternbild Löwe auf der Ekliptik. Sie ist schätzungsweise 453 Millionen Lichtjahre von der Milchstraße entfernt.
Das Objekt wurde am 27. März 1906 von Max Wolf entdeckt.